# Aya
Aya ou A-a é uma deusa acadiana, mulher de Šamaš, o deus do sol. Ela é a deusa do amanhecer, da luz da manhã, conhecida como "fazedora da manhã". Aya teve 4 filhos com Šamaš. Na Babilônia antiga, era uma das deusas preferidas na vida privada, e seu nome aparece em diversos registros, ao lado do nome de Šamaš.
Aya é o nome acadiano para a deusa sumeriana Sherida, mulher de Utu.